# العلاقات الصينية الدومينيكية
العلاقات الصينية الدومينيكية هي العلاقات الثنائية التي تجمع بين الصين ودومينيكا.

## مقارنة بين البلدين
هذه مقارنة عامة ومرجعية للدولتين:
| وجه المقارنة                                              | الصين                    | دومينيكا              |
| --------------------------------------------------------- | ------------------------ | --------------------- |
| المساحة (كم2)                                             | 9.60 مليون               | 751                   |
| عدد السكان (نسمة)                                         | 1.33 مليار               | 73.92 ألف             |
| الكثافة السكانية (ن./كم²)                                 | 138.54                   | 9.84 ألف              |
| العاصمة                                                   | بكين                     | روسو                  |
| اللغة الرسمية                                             | اللغة الصينية القياسية   | لغة إنجليزية          |
| العملة                                                    | رنمينبي                  | دولار شرق الكاريبي    |
| الناتج المحلي الإجمالي (بليون دولار)                      | 12.24 تريليون            | 562.54 مليون          |
| الناتج المحلي الإجمالي (تعادل القوة الشرائية) بليون دولار | 19.82 تريليون            | 789.63 مليون          |
| الناتج المحلي الإجمالي الاسمي للفرد دولار أمريكي          | 8.03 ألف                 | 7.12 ألف              |
| الناتج المحلي الإجمالي للفرد دولار أمريكي                 | 13.21 ألف                | 10.88 ألف             |
| مؤشر التنمية البشرية                                      | 0.728                    | 0.724                 |
| رمز المكالمات الدولي                                      | +86                      | +1767                 |
| رمز الإنترنت                                              | .cn، .中国 ‏، .中國 ‏      | .dm                   |
| المنطقة الزمنية                                           | توقيت الصين، ت ع م+08:00 | 00، توقيت أطلنطي موحد |

## منظمات دولية مشتركة
يشترك البلدان في عضوية مجموعة من المنظمات الدولية، منها:
| علم المنظمة | اسم المنظمة                        | تاريخ انضمام الصين | تاريخ انضمام دومينيكا |
| ----------- | ---------------------------------- | ------------------ | --------------------- |
|             | مؤسسة التنمية الدولية              | 24 سبتمبر 1960     | 29 سبتمبر 1980        |
|             | يونسكو                             | 4 نوفمبر 1946      | 9 يناير 1979          |
|             | وكالة ضمان الاستثمار متعدد الأطراف | 30 أبريل 1988      | 7 أكتوبر 1991         |
|             | الأمم المتحدة                      | 25 أكتوبر 1971     | 18 ديسمبر 1978        |
|             | الاتحاد البريدي العالمي            | ?                  | ?                     |
|             | البنك الدولي للإنشاء والتعمير      | 27 ديسمبر 1945     | 29 سبتمبر 1980        |
|             | بنك التنمية الكاريبي ‏              | ?                  | ?                     |
|             | الاتحاد الدولي للاتصالات           | 1 سبتمبر 1920      | 28 أكتوبر 1996        |
|             | منظمة حظر الأسلحة الكيميائية       | ?                  | ?                     |
|             | مؤسسة التمويل الدولية              | 15 يناير 1969      | 29 سبتمبر 1980        |
|             | منظمة التجارة العالمية             | 11 ديسمبر 2001     | ?                     |
|             | منظمة الشرطة الجنائية الدولية      | ?                  | ?                     |

## وصلات خارجية
- موقع وزارة الخارجية الصينية